# Witonia
Witonia is een dorp in het Poolse woiwodschap Łódź, in het district Łęczycki. De plaats maakt deel uit van de gemeente Witonia en telt 1130 inwoners.

## Verkeer en vervoer
- Station Witonia